# Howard Hertzberg
Howard Hertzberg (ur.  1936, zm.  1999) – amerykański brydżysta, Senior Master (WBF).

## Wyniki brydżowe

### Zawody światowe
W światowych zawodach zdobył następujące lokaty:
| Mistrzostwa Świata. Konkurencja teamów | Mistrzostwa Świata. Konkurencja teamów | Mistrzostwa Świata. Konkurencja teamów | Mistrzostwa Świata. Konkurencja teamów | Mistrzostwa Świata. Konkurencja teamów | Mistrzostwa Świata. Konkurencja teamów |
| Rok                                    | Miejsce                                | Zawody                                 | Kategoria                              | Drużyna                                | Pozycja                                |
| -------------------------------------- | -------------------------------------- | -------------------------------------- | -------------------------------------- | -------------------------------------- | -------------------------------------- |
| 1994                                   | Albuquerque                            | 9. Mistrzostwa Świata                  | Seniorzy                               | Ryder                                  | 3                                      |

## Klasyfikacja
- Howard Hertzberg – klasyfikacja WBF (ang.)